# Акішово
Акішо́во (рос. Акишово) — присілок у складі Подольського міського округу Московської області, Росія.

## Населення
Населення — 28 осіб (2010; 9 у 2002).
Національний склад (станом на 2002 рік):
- росіяни — 100 %